# Johannes Domenig
Johannes Domenig (* 30. Jänner 1963 in Villach in Kärnten) ist ein österreichischer Bildhauer.

## Leben
Von 1977 bis 1981 besuchte er die Bildhauerschule Hallein beim Bildhauer Bernhard Prähauser.
1983 begann er ein Bildhauer Studium an der Akademie der Bildenden Künste München bei Hubertus von Pilgrim und Hans Ladner, das er 1988 mit Diplom abschloss.
Er lebt und arbeitet in seinem Vierkanthof in Wolfsbach in Niederösterreich.

## Einzelausstellungen (Auswahl)
- 2024 ART AUSTRIA. Museums Quartier Wien. Galerie Frey. Wien
- 2024 OPENING VERONA. Peter Frey Gallery. Verona
- 2024 KUNST UND KIRCHE. Purgstall an der Erlauf. Niederösterreich
- 2024 ART VERONA. Peter Frey Gallery. Verona
- 2024 NATURAL CONCEPT. Peter Frey Gallery. Verona
- 2023 10 JAHRE GALERIE FREY SALZBURG. Galerie Frey. Salzburg
- 2023 KUNST UND BAU. Brunnenanlage Wolfsbach. Niederösterreich
- 2023 KUNST UND KIRCHE. Erzbischöfliches Priesterseminar. Wien
- 2023 ART VIENNA INTERNATIONAL.  ART FAIR. Schönbrunn. Galerie Frey. Wien
- 2023 NATURAL FORCE. Galerie Frey. Wien
- 2022 KUNST UND KIRCHE. Stadlau. Wien
- 2022 151 JAHRE BILDHAUERSTADT HALLEIN. Hallein
- 2022 KUNST UND KIRCHE. Purgstall an der Erlauf. Niederösterreich
- 2022 RENDEVOUS MIT DER SAMMLUNG. Landesgalerie. Niederösterreich
- 2021 SAMMLUNG MIESSL. Stadtgalerie Klagenfurt. Kärnten
- 2021 KUNST UND KIRCHE. Patzmannsdorf. Niederösterreich
- 2021 INVITATION BASEL. Kunstmesse. Galerie Frey. Schweiz
- 2021 FIGURATIV & ABSTRAKT. Galerie Freihausgasse Villach. Kärnten
- 2021 REVUE. Oberösterreichischer Kunstverein. Linz
- 2020 PREVIEW PAINTING & SKULPTURES. Galerie Frey. Wien
- 2020 HUMAN MEETS NATURE. Galerie Frey. Salzburg
- 2020 KUNST UND KIRCHE. Lassee. Niederösterreich
- 2019 TOUCH WOOD. Museum moderner Kunst. Kärnten
- 2019 PLAN B. ART FAIR NEW YORK. Galerie Frey. USA
- 2018 ART AUSTRIA. Gartenpalais Lichtenstein Wien. Galerie Frey. Wien
- 2018 WIR MACHEN BLAU. Galerie Frey. Salzburg
- 2018 NATURE MEETS HUMAN. Galerie Frey. Wien
- 2018 PULSE CONTEMPORARY ART FAIR. NEW YORK. Galerie Frey. USA
- 2017 HOLZ. Galerie Frey. Wien
- 2017 ART CENTRAL HONG KONG. Galerie Frey. Hong Kong
- 2017 BAUM ALS KUNSTWEK. Wälderhaus Hamburg. Galerie Frey. Deutschland
- 2016 LIEBLINGE. Oberösterreichischer Kunstverein Linz, Kooperationsprojekt mit der Landesgalerie. Linz
- 2016 ART AUSTRIA. Leopold Museum Wien. Galerie Frey. Wien
- 2016 NATURE COOPERATION. Galerie Frey. Salzburg
- 2016 INTERNATIONAL CONTEMPORARY ART FAIR ZÜRICH. Galerie Frey. Schweiz
- 2016 CONTEMPORARY ART FAIR. PULSE MAIMI. Galerie Frey. USA
- 2015 AVIARIUM. Öberösterreichischer Kunstverein. Linz
- 2015 ART AUSTRIA. Leopold Museum. Galerie Frey.  Wien
- 2015 ZEITMISCHER. Projekt des Museums moderner Kunst Kärnten, des Landesmuseums Kärnten und des Museums für Quellenkultur
- 2015 PULSE CONTEMPORARY ART FAIR. NEW YORK. Galerie Frey. USA
- 2015 INTERNATIONAL ART FAIR VIENNA. Galerie Frey. Wien
- 2015 PULSE CONTEMPORARY ART FAIR. MIAMI. Galerie Frey. USA
- 2014 BOMBARDEMENT. Galerie Frey. Wien
- 2014 SHARE. Too much History more Future. Museum moderner Kunst. Kärnten
- 2014 ART IN PROGRESS. 10 JAHRE Galerie Frey. Wien
- 2014 PULSE CONTEMPORARY ART FAIR. MIAMI. Galerie Frey. USA
- 2013 LOOKING FOR PARADISE. Galerie Frey. Salzburg
- 2012 PREVIEW. Galerie Frey. Salzburg
- 2012 1  8  0  6  1  1. "1Blick. Kunst im Vorhaus". Hallein
- 2012 SICHTWEISEN. Galerie Zauner. Linz
- 2012 EINFLUSSREICH. Schloss St.Peter Au. Viertelfestival. Niederösterreich
- 2012 KUNST MACHT POLITIK. Schloss Ulmerfeld. Niederösterreich
- 2012 UNGEHEUERLICH. Museum der Moderne. Salzburg
- 2011 NATUREMANIA. Galerie Frey. Wien
- 2010 BEDWHISPER. Kunstraum pro Arte. Hallein
- 2010 DIE ARCHE. Künstlerhaus. Wien
- 2010 FORM : VIELFALT. Schloß Ulmerfeld. Niederösterreich
- 2010 TRENNUNGEN SEPARATIONE LOCEVANJE. Projekt des Universitätskulturzentrum Klagenfurt. in St.Johann im Rosental. Kärnten
- 2010 TOPSELLER. Galerie Oberösterreichischer Kunstverein. Linz
- 2010 IN GEDENKEN. Galerie 3. Klagenfurt. Kärnten
- 2009 KULTURHAUPTSTATT GALERIE ZAUNER. Galerie Zauner. Linz
- 2009 ZEICHNUNG : RAUM. Künstlerhaus Klagenfurt. Kärnten
- 2009 KUNSTMESSE LINZ. Galerie Zauner. Oberösterreichische Landesgalerie. Linz
- 2009 THE WANDERERS. Galerie Oberösterreichischer Kunstverein. Linz
- 2009 DIE FARBE GRÜN. Künstlerhaus Klagenfurt. Kärnten
- 2008 NATURE SELECTION. Galerie Bäckerstraße 4. Wien
- 2008 TOYSPORRIDGE. Viertelfestival Niederösterreich Schloss St.Peter in der Au. Niederösterreich
- 2008 ASCHEGOLD. "1Blick. Kunst im Vorhaus". Hallein
- 2007 100 JAHRE KUNSTVEREIN KÄRNTEN. Künstlerhaus Klagenfurt. Kärnten
- 2005 POSITIONEN. Dokumentationszentrum für Bildende Kunst. St. Pölten. Niederösterreich
- 2004 CHOCOLATE DREAM. Galerie Oberösterreichischer Kunstverein. Linz
- 2004 SEITENWECHSEL. Galerie Kunstverein Passau. Deutschland
- 2003 GLANZ DER SURROGATE. Galerie Schloss Damtschach. Kärnten
- 2001 RUBBERROOM. "1Blick. Kunst im Vorhaus". Hallein
- 2000 MEMENTO MORI. Galerie der Stadt Villach Freihausgasse. Kärnten
- 2000 ARCHÄOLOGIE DES JETZT. Künstlerhaus Klagenfurt. Kärnten
- 1999 UNDERGROUND. Galerie Passage Künstlerhaus. Wien
- 1997 LOVE AND TECHNOLOGY. Karl Franzens Universität. Graz
- 1996 NACH MEINER ORDNUNG. Galerie Oberösterreichischer Kunstverein. Linz
- 1996 GEGENWARTSKUNST II. Galerie der Stadt Villach. Kärnten
- 1993 NICHTS LAUSCHIGES. Schloss Goldegg. Salzburg
- 1993 GEWISSERMAßEN. Galerie Pro Arte. Hallein
- 1991 BEFLÜGELTEN HERZENS. Galerie der Stadt Salzburg
- 1986 KÜHE GERÄTE UND ANDERES. Galerie an der Stadtmauer Villach. Kärnten
- 1979 PLASTIKEN GRAPHIKEN. Neue Galerie Villach. Kärnten

## Werke im öffentlichen Raum
- Urnenhain und Friedhofskapelle in Purgstall an der Erlauf. Niederösterreich, 2024

## Stipendien und Preise
- 1992 Förderungspreis für Bildende Kunst des Landes Oberösterreich
- 1993 Förderungspreis für bildende Künste Kärnten
- 1994 LIGHTING LINE. Preisträger Kunst am Bau. Öffentlicher Wettbewerb Justizgebäude Salzburg. Salzburg
- 1995 ARCHE. Kunst am Bau. Öffentlicher Wettbewerb. Diakoniewerk Gallneukirchen. Oberösterreich
- 1997 OUT OF FACE. Preisträger Kunst am Bau. Öffentlicher Wettbewerb Heilstättenschule Landeskrankenhaus Klagenfurt. Klagenfurt
- 2011 KUNSTAWARD BERNDORF
- 2005 WASSER. Kunst am Bau. Öffentlicher Wettbewerb. Gmünd. Kärnten
- 2012 NEPOMUK. Kunst am Bau. Öffentlicher Wettbewerb. Draubrücke Gummern